# Carna (botnet)
Carna was een botnet, geschreven in C, dat door zijn eigenaar in 2012 gebruikt werd om een census te doen van heel het IPv4-internet. Hiervoor infecteerde hij 420 000 kwetsbare apparaten met een zelfgeschreven programma. Deze apparaten gebruikte hij om IP-adressen te scannen. Na zo het internet in kaart te hebben gebracht, publiceerde hij de resultaten anoniem online.
Het infecteren van computers met malware is onder alle omstandigheden illegaal. Carna lijkt echter met goede bedoelingen opgezet te zijn: De eigenaar beweert dat het programma simpel bij het heropstarten van het geïnfecteerde apparaat verwijderd wordt. Hij probeerde het gebruik van cpu en bandbreedte te minimaliseren en gebruikte het zelfs om een ander botnet, Aidra, te bevechten.
Volgens de hacker is het traditioneel om botnets naar Griekse of Romeinse goden te vernoemen. Hij gaf het zijne dan ook een naam afkomstig van de Romeinse godin Carna, de beschermster van de innerlijke organen en de gezondheid, die later verward werd met Cardea, de godin van de stoepen en scharnieren. Hij vond dit toepasselijk voor een bot die hoofdzakelijk runt op geëmbedde routers.